# Seaside Woman
Seaside Woman (englisch für „Frau am Meer“) ist ein Lied der britischen Musikgruppe Wings, das 1977 unter dem Pseudonym Suzy and the Red Stripes als Single A-Seite veröffentlicht wurde. Linda McCartney war die Komponistin des Liedes.

## Hintergrund

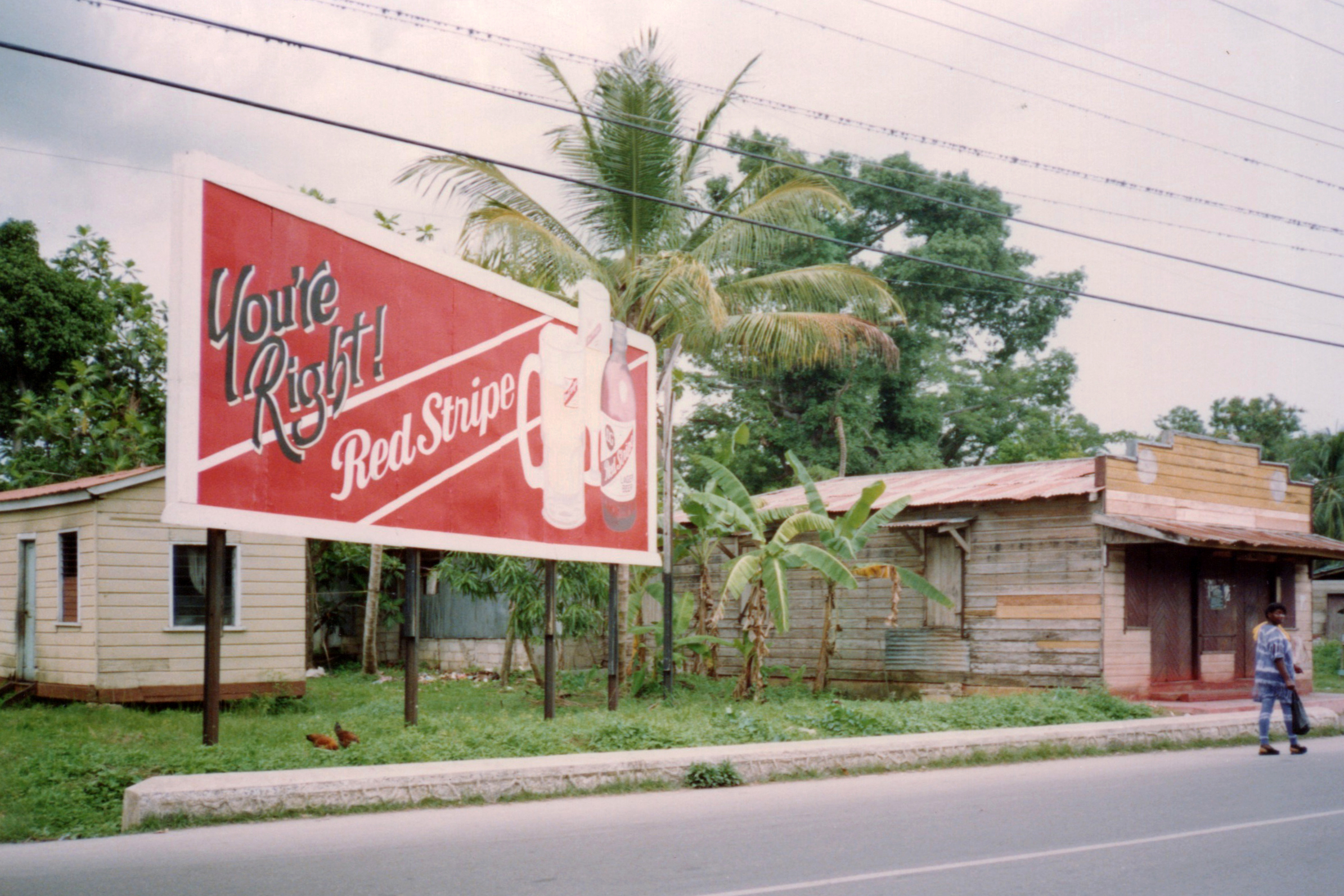
Jamaikanische Werbung für Red Stripe

Seaside Woman war der erste Song, den Linda McCartney schrieb, als Reaktion auf eine Klage von Northern Songs und Maclen Music, in der Paul McCartney vorgeworfen wurde, durch die Zusammenarbeit an dem Song Another Day gegen eine Exklusivrechtevereinbarung verstoßen zu haben, was zur Folge hatte, dass ein Anteil von 50 % der Verlagstantiemen an seine eigene McCartney Music-Firma übertragen wurde.
Laut einem Interview mit Linda McCartney aus dem Jahr 1974 schrieb sie den Song während eines Besuchs der McCartney-Familie in Jamaika im Jahr 1971, „als ATV uns verklagte, weil ich nicht in der Lage sei zu schreiben, also sagte Paul: ‚Geh raus und schreib einen Song‘“. 
Seaside Woman hat einen Reggae-Rhythmus und musikalisch weitere karibische Anleihen.
Paul McCartney schrieb 2021 in seinem Buch The Lyrics: 1956 To The Present über den Gruppennamen: „Als wir in Jamaika waren, haben die Jamaikaner immer ‚Hey Suzy, Suzy!‘ zu Linda gesagt, weil sie blond war und eine blonde, weiße Frau von den Männern dort ‚Suzy‘ genannt wurde. Linda hat einen Bandnamen gesucht und sich dann Suzy and the Red Stripes genannt, nach dem (jamaikanischen) Bier.“ Red Stripe ist der Markennamen eines von Desnoes & Geddes produzierten Bieres.
Wings spielten Seaside Woman zum ersten Mal während der Wings University Tour im Februar 1972. 
Die Single wurde erstmals fünf Jahre nach der Aufnahme, im Mai 1977, auf dem Label Epic in den USA veröffentlicht. Die Single erreichte in den USA Platz 59 in den Charts.
Zeitnah wurde kein Musikvideo hergestellt. 1980 wurde von Oscar Grillo für Seaside Woman ein Zeichentrickfilm hergestellt, der 1980 die Goldene Palme für einen Kurzfilm bei den Filmfestspielen von Cannes gewann. 1986 wurde ein weiterer Musikvideo veröffentlicht, dieser zeigt Teile des 1980er Videos sowie Linda McCartney, wie sie das Lied mit zwei Musikern performt.
Paul McCartney sagte 2002 in der Dokumentation Wingspan über das Lied: „Die Harmonien auf Tracks wie "Seaside Woman" wurden zu einem zentralen Bestandteil von Wings. Dieser Sound war etwas anders als das, was alle anderen machten.“

## Aufnahme

Wings live im Juli 1972, in dieser Formation wurde Seaside Woman eingespielt

Die erste Aufnahme von Seaside Woman erfolgte am 20. März 1972 in den Londoner Olympic Sound Studios mit Paul McCartney als Produzenten. Glyn Johns und Alan Parsons waren die Toningenieure der Aufnahmen. Die Abmischung erfolgte am 10. Januar 1973 in den Abbey Road Studios. Diese Version wurde erst 2018 veröffentlicht.
Seaside Woman wurde von den Wings erneut am 27. November 1972 in den Londoner AIR Studios mit Paul McCartney als Produzenten aufgenommen. Bill Price war der Toningenieur der Aufnahmen. Die endgültige Abmischung erfolgte am 10. Mai 1977 von Steve Popovich in dem Studio Columbia Recording City in New York.
Besetzung:
- Linda McCartney: Gesang, E-Piano
- Paul McCartney: Bassgitarre, Gesang und Hintergrundgesang
- Denny Laine: E-Gitarre, Klavier, Hintergrundgesang
- Henry McCullough: E-Gitarre
- Denny Seiwell: Schlagzeug

## Veröffentlichung
- Die Single Seaside Woman / B-Side to Seaside wurde am 31. Mai 1977 in den USA als schwarze 7″-Vinyl-Single[5] und als rote 7″-Vinyl-Single[6] veröffentlicht. In den USA erschien eine Promotion-7″-Vinyl-Single[7] sowie eine Promotion-12″-Vinyl-Single[8], die beide eine Stereo- und Monoversion der A-Seite beinhaltet. Die Single erschien ebenfalls in Deutschland, die Länge beträgt 4:03, knapp 30 Sekunden länger als die US-amerikanische Version.[9]
- Am 10. August 1979, über zwei Jahre später als in den USA, erschien in Großbritannien Seaside Woman als schwarze 7″-Vinyl-Single[10] sowie als Box mit Postkarten, einem Badge und die Single im gelben Vinyl.[11] Am 18. Juli 1980 wurde die Single in Großbritannien mit neuen Cover als 7″ (3:40)- [12] und 12″-Maxisingle (5:20) wiederveröffentlicht.[13]
- Am 18. Juli 1986 wurden remixte Versionen der Single Seaside Woman / B-Side to Seaside als 7″-Vinyl-Single[14] und 12″-Vinyl-Single[15] in Großbritannien sowie Kontinentaleuropa und den USA.[16]
- Das Linda McCartney-Album Wide Prairie wurde am 26. Oktober 1998 veröffentlicht, das Album enthält die Singleversion von Seaside Woman.
- Am 7. Dezember 2018 wurde das Wings-Album Red Rose Speedway, zum zweiten Mal remastert, von dem Musiklabel Capitol Records als Teil der Paul McCartney Archive Collection veröffentlicht. Die Special Edition[17] und Deluxe Edition[18] enthält die erste Version (3:54) von Seaside Woman. Darüber hinaus gibt es seit 2018 ein Vinyl-Doppelabum von Red Rose Speedway, das Seaside Woman ebenfalls enthält.[19]
- Im Dezember 2018 wurde noch eine limitierte Superdeluxe-Box veröffentlicht, die neben den Deluxe-Versionen von Wild Life und Red Rose Speedway, eine CD, die Liveaufnahmen aus den Jahren 1972 und 1973, enthält, unter anderen mit Seaside Woman.[20]

## Chartplatzierungen
| ChartsChartplatzierungen       | Höchstplatzierung | Wochen |
| ------------------------------ | ----------------- | ------ |
| Vereinigte Staaten (Billboard) | 59 (5 Wo.)        | 5      |